# Coeloides japonicus
Coeloides japonicus är en stekelart som beskrevs av Watanabe 1958. Coeloides japonicus ingår i släktet Coeloides och familjen bracksteklar. Inga underarter finns listade i Catalogue of Life.